# Itaguaçu da Bahia
Itaguaçu da Bahia är en kommun i Brasilien.   Den ligger i delstaten Bahia, i den östra delen av landet, 800 km nordost om huvudstaden Brasília. Antalet invånare är 13 209.
Omgivningarna runt Itaguaçu da Bahia är huvudsakligen savann. Runt Itaguaçu da Bahia är det mycket glesbefolkat, med 2 invånare per kvadratkilometer.